# دیوید دگت
دیوید دگت (به انگلیسی: David Daggett) سناتور سابق عضو حزب فدرالیست (آمریکا) بود. وی در سال ۱۸۱۳ تا ۱۸۱۹ میلادی سناتور ایالت کنتیکت در سنای ایالات متحده آمریکا بود.